# Legendre-függvény

Asszociált Legendre-függvény

A Legendre-függvény, Pλ, Qλ, és az asszociált Legendre-függvények Pμλ, Qμλ, a Legendre-polinomok   általánosításai.
A Legendre-függvényt az elméleti fizikában alkalmazzák, különösen a kvantummechanika és az elektrodinamika területén.
Adrien-Marie Legendre francia matematikus után kapta a nevét.

## Differenciálegyenlet
Az asszociált Legendre-függvények a Legendre-függvény megoldásai:
{\displaystyle (1-x^{2})\,y''-2xy'+\left[\lambda (\lambda +1)-{\frac {\mu ^{2}}{1-x^{2}}}\right]\,y=0,\,}
ahol  λ és μ komplex számok, az asszociált Legendre-függvények jellemzői (fokozat, rend/faj).
A  Legendre-polinomok a μ=0 fajú asszociált Legendre-függvények.
Ez egy másodrendű lineáris egyenlet, három reguláris szinguláris ponttal (1, -1, és ∞).
Mint minden hasonló egyenlet, átalakítható hipergeometrikus differenciálegyenletté, a változók cseréjével, és megoldásai a hipergeometrikus függvények felhasználásával adhatók meg.

## Definíció
Ezeket a függvényeket általános komplex paraméterekkel és argumentummal lehet definiálni:
{\displaystyle P_{\lambda }^{\mu }(z)={\frac {1}{\Gamma (1-\mu )}}\left[{\frac {1+z}{1-z}}\right]^{\mu /2}\,_{2}F_{1}(-\lambda ,\lambda +1;1-\mu ;{\frac {1-z}{2}}),\qquad {\text{for }}\ |1-z|<2}
ahol  {\displaystyle \Gamma }  a gamma-függvény és {\displaystyle _{2}F_{1}}  a   hipergeometrikus függvény.
A másodrendű differenciálegyenletnek van egy második megoldása, {\displaystyle Q_{\lambda }^{\mu }(z)}, :
{\displaystyle Q_{\lambda }^{\mu }(z)={\frac {{\sqrt {\pi }}\ \Gamma (\lambda +\mu +1)}{2^{\lambda +1}\Gamma (\lambda +3/2)}}{\frac {e^{i\mu \pi }(z^{2}-1)^{\mu /2}}{z^{\lambda +\mu +1}}}\,_{2}F_{1}\left({\frac {\lambda +\mu +1}{2}},{\frac {\lambda +\mu +2}{2}};\lambda +{\frac {3}{2}};{\frac {1}{z^{2}}}\right),\qquad \ |z|>1.}

## Integrálos ábrázolás
A Legendre-függvény felirható kontúr integrálokként is. 
Például:
{\displaystyle P_{\lambda }(z)={\frac {1}{2\pi i}}\int _{1,z}{\frac {(t^{2}-1)^{\lambda }}{2^{\lambda }(t-z)^{\lambda +1}}}dt}
Ahol a kontúr körök az 1, és z  pontok körül pozitív irányban, és nem a -1 körül értelmezendők.
Valós  x –re, kapjuk:
{\displaystyle P_{s}(x)={\frac {1}{2\pi }}\int _{-\pi }^{\pi }\left(x+{\sqrt {x^{2}-1}}\cos \theta \right)^{s}d\theta ={\frac {1}{\pi }}\int _{0}^{1}\left(x+{\sqrt {x^{2}-1}}(2t-1)\right)^{s}{\frac {dt}{\sqrt {t(1-t)}}},\qquad s\in \mathbb {C} }

## Legendre-függvény, a harmonikus analízisben
{\displaystyle P_{s}}  valós integrálos ábrázolása, igen hasznos a {\displaystyle L^{1}(G//K)} harmonikus analízisében, ahol {\displaystyle G//K}, a {\displaystyle SL(2,\mathbb {R} )} dupla coset-tere (lásd zónás gömb-függvény).
{\displaystyle L^{1}(G//K)} Fourier-transzformáltja:
{\displaystyle L^{1}(G//K)\ni f\mapsto {\hat {f}}}
ahol
{\displaystyle {\hat {f}}(s)=\int _{1}^{\infty }f(x)P_{s}(x)dx,\qquad -1\leq \Re (s)\leq 0}